# Sân bay Jorge Newbery
Sân bay Jorge Newbery (tiếng Tây Ban Nha: Aeroparque Jorge Newbery) là một sân bay tọa lạc ở quận Palermo, 2 km (1,2 dặm Anh) về phía đông bắc của trung tâm thành phố Buenos Aires, Argentina. Sân bay có diện tích 138 ha (341 ha) và được điều hành bởi Aeropuertos Argentina 2000 SA
Sân bay nằm dọc theo sông La Plata, và là trung tâm chính cho các chuyến bay nội địa từ Buenos Aires cũng như Uruguay. Sân bay được đặt theo tên của phi công Argentina Jorge Newbery.
Trạm Không quân Argentina nằm ở cuối phía đông của sân bay là nơi mà các quan chức lên máy bay tổng thống Tango 01. Sân bay Newbery tương đương với sân bay quốc tế Ezeiza (nằm 38 km (24 dặm) về phía nam) tính theo giao thông hàng không trong số 33 sân bay của quốc gia này, và đã phục vụ 93.346 lượt chuyến năm 2009 và 9,55 triệu lượt khách năm 2013. (Một phần ba của tất cả các lưu lượng truy hành khách không thường lệ ở Argentina); như vậy, vượt qua sân bay quốc tế Ezeiza trong năm 2013 thành sân bay tấp nập nhất của Argentina tính theo lưu lượng hành khách.